# مركز تجديد الفنون
مركز تجديد الفن هو منظمة تعليمية غير ربحية تستضيف متحفًا على الإنترنت مخصصًا للفن الواقعي. تم تأسيس مركز مركز تجديد الفن بواسطة رجل الأعمال والمؤلف من ولاية نيو جيرسي، وجامع الأعمال الفنية فريد روس.

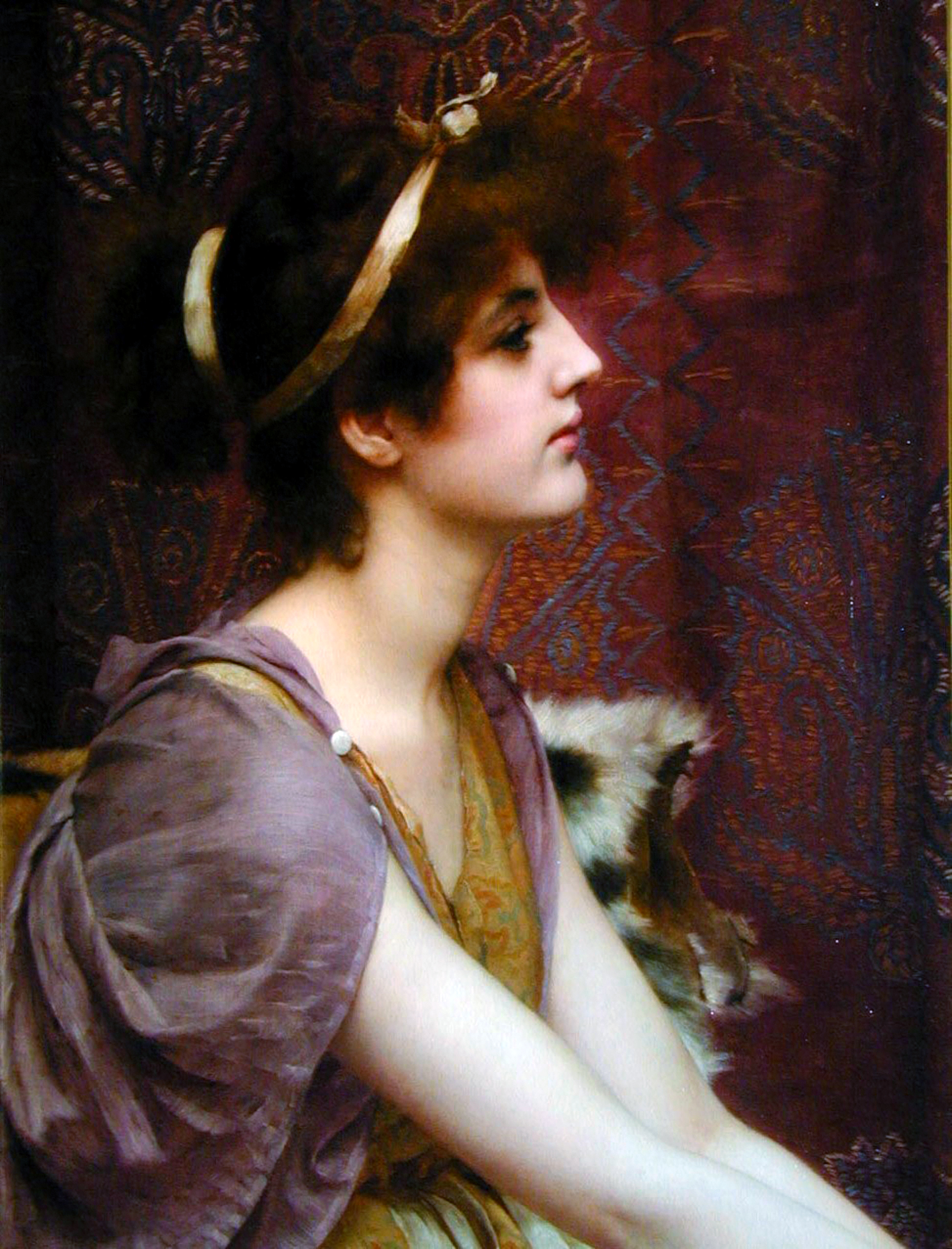
لوحة للجمال الكلاسيكي لجون ويليام جودوارد (مجموعة شيري وفريد روس)

يتم التركيز بشكل خاص على لوحة صالون القرن التاسع عشر.، يمثل ويليام أُدولف بوغيرو أكثر من 226 صورة على الموقع، يقول روس إنه يتم الوصول إلى أعمال بوجيرو مرتين أكثر من أي فنان آخر على الموقع.

## الغرض
مركز تجديد الفن مكرس لإعادة تأهيل الرسم الأكاديمي في أواخر القرن التاسع عشر. يقدم مركز تجديد الفن (وفي مصادر أخرى: مركز تجديد الفنون) برنامجًا للمنح الدراسية، بالإضافة إلى مسابقة صالون سنوية من أجل تعزيز الواقعية الكلاسيكية. يركز روس على ويليام بوجيرو، وقد ألف كتباً عنه، مثل «ويليام بوجيرو: حياته وأعماله». يشعر روس أن هناك «جهودًا متضافرة لا هوادة فيها للتحقير من سمعة وأسماء وتألق أساتذة الفن الأكاديميين في أواخر القرن التاسع عشر وتشويه سمعتها وطمسها». يهدف مركز تجديد الفن إلى أن يكون منصة لروس وأنصاره «لتمجيد فضائل الفنانين الأكاديميين وانتقاد كل ما يرتبط بالفن الحديث تقريبًا». تصف مركز تجديد الفن نفسها بأنها تقدم «آراء مسؤولة تتعارض مع وجهة نظر المؤسسة الفنية الحالية».

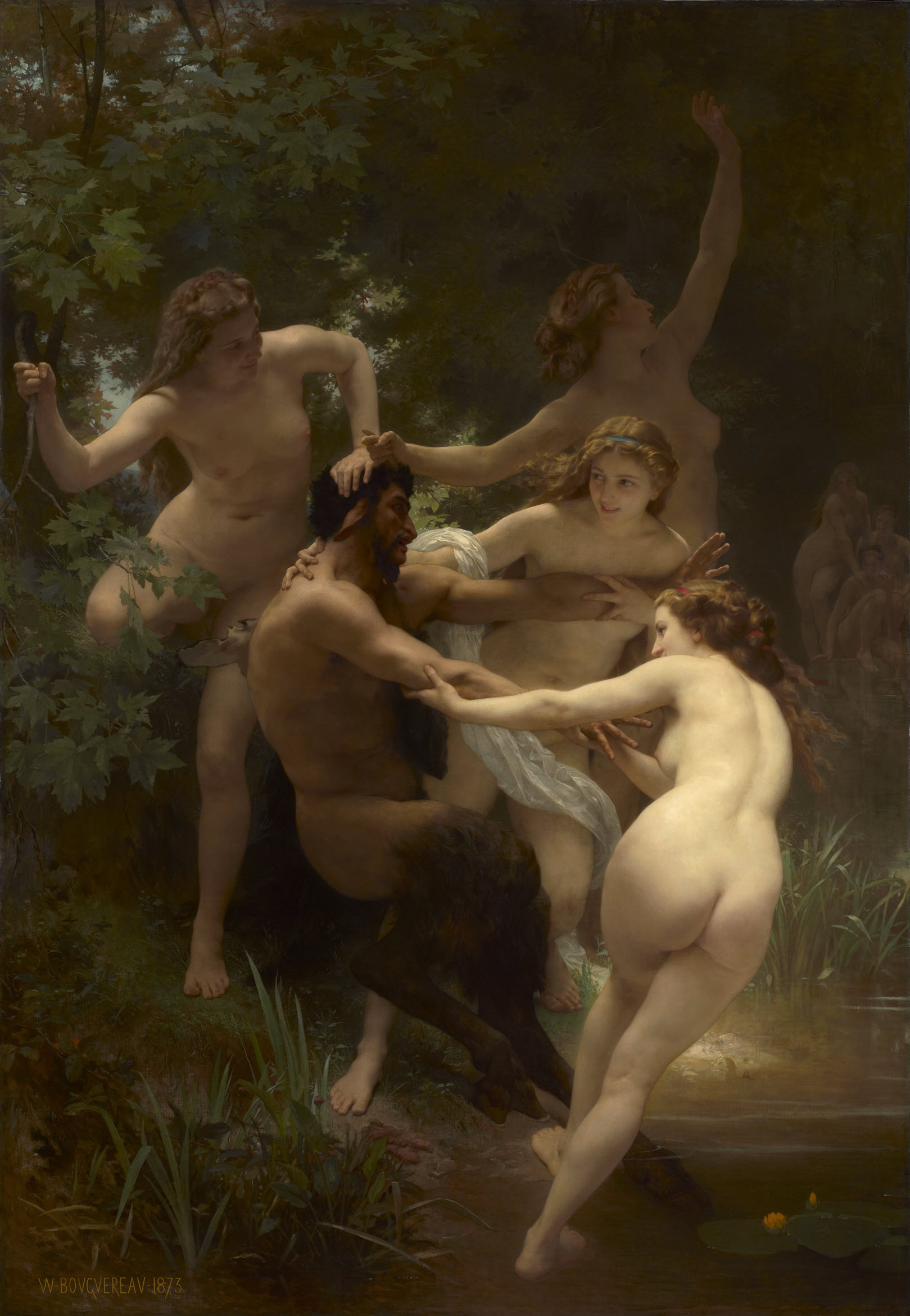
لوحة للرسام ويليام بوغيرو في معهد كلارك للفنون

روس معجب بشدة بأعمال أدولف بوجيرو. في عام 2002 تحدث إلى جمعية نيويورك لفناني البورتريه ووصف الانطباع الذي تركه عليه في معهد كلارك للفنون من قبل بوجيرو الذي كان متميّزًا في الحوريات والساتير، فقال:
متجمدة في مكانها، تحدق بفمي، قشعريرة برد تنحني لأعلى ولأسفل العمود الفقري، كنت ممسكًا تقريبًا كما لو كانت تعويذة تم إلقاؤها. سنوات من الدورات الجامعية و 60 ساعة معتمدة أخرى تخرجت في الفنون، ولم أسمع أبدًا اسم [بوجيرو]. من كان هذا؟ هل كان مهمًا؟ من المؤكد أن أي شخص يمكنه فعل ذلك يستحق أعلى الجوائز في عالم الفن.

## متحف فنون على الإنترنت
يحتوي مركز تجديد الفن على معرض فني رقمي عبر الإنترنت يتضمن كتالوجًا شاملاً لصور عالية الدقة للرسومات والمنحوتات واللوحات. تم توفير قاعدة البيانات هذه للصور لاستخدامها في كتب تاريخ الفن والمجلات والصحف.

## روابط خارجية
- الموقع الرسمي